# 猿飛三世
『猿飛三世』（さるとびさんせい、SIII）は、2012年10月12日から11月30日まで、NHK BSプレミアムの「BS時代劇」枠で放送されたテレビドラマ。制作はNHK大阪放送局。東京以外で制作され、原作がない初のBS時代劇である。全8回。

## あらすじ
大坂夏の陣で勝利を収めた徳川家康の軍勢に単身斬り込み、家康を震え上がらせた忍者・猿飛佐助。それから36年経ち、徳川幕府の支配が揺れ動いている江戸時代、山奥で修行に明け暮れる若き忍者がいた。猿飛佐助の孫・佐助、猿飛三世である。佐助はひょんなところから陰謀の渦中にあった小藩の家老の娘・お市を守ろうと、京の町へとやってきた。佐助とその仲間が敵と戦う中で、忍者として人間として成長していきながら、生き別れた父親を追い求めていく。

## キャスト
- 佐助：伊藤淳史
- お市：水川あさみ
- 徳三郎：柳葉敏郎
- お辰：浅野ゆう子
- 梅宮主膳：堺正章
- 北倉治重：梅沢富美男
- 才蔵：細田よしひこ
- さぼてん：川崎亜沙美
- 岩村螢雪：戸田昌宏
- 服部伴蔵：波岡一喜
- 赤目：虎牙光輝
- 黄不動：土平ドンペイ
- 郭雲坊：坪田秀雄
- 孫兵衛：南谷峰洋
- 羽田清太郎：小笠原弘晃
- 橋本鉄之助：Ｆ・ジャパン
- 真田：マイク・ハン
- 張朱龍：張春祥
- 浪人：ガダルカナル・タカ
- 前端玄蕃頭：我修院達也
- 徳川家康：海原はるか
- ほか：放映新社、キャストプラン、ルート、WAC、松竹俳優G、日本芸能センター

## スタッフ
- 作：金子成人、オカモト國ヒコ
- 音楽：井筒昭雄
- 初代 佐助の声： JJ Sonny Chiba （千葉真一）
- 講釈：旭堂南陵
- 時代考証：脇田修
- 風俗考証：明珍健二
- 忍者考証：川上仁一
- 所作指導：若柳左千世
- 筆指導：西川かをり
- アクション監修：谷垣健治
- 殺陣指導：大内貴仁
- 京ことば指導：三谷昌登
- 撮影協力：フィルムコミッション・奈良県サポートセンター、大覚寺
- 制作統括：城谷厚司
- 美術：石村嘉孝
- 技術：坂本忠雄
- 音響効果：荒川きよし
- 撮影：岡田裕
- 照明：松本豊
- 音声：深田次郎
- 映像技術：安川政行
- VFX：北昌規
- タイトルロゴ・描画：山田里愛
- 衣装：横山智和、井口昌代
- 記録：藤澤加奈子
- 編集：佐藤秀城
- 演出：石塚嘉、安達もじり
- 制作協力：松竹撮影所
- 制作・著作：NHK大阪

## 放送日時
- NHK BSプレミアム（2012年10月12日-11月30日）
  - 初回：金曜20:00-20:43
  - 再放送：日曜（初回2日後）18:45-19:28
- NHK総合テレビジョン（2013年4月11日-6月6日）
  - 初回：木曜20:00-20:43

## サブタイトル
| 各話  | 放送日         | サブタイトル | 脚本           | 演出       |
| ----- | -------------- | ------------ | -------------- | ---------- |
| 第1回 | 2012年10月12日 | 秘法七術の巻 | 金子成人       | 石塚嘉     |
| 第2回 | 10月19日       | 忍びの巻     | 金子成人       | 石塚嘉     |
| 第3回 | 10月26日       | 風の巻       | 金子成人       | 安達もじり |
| 第4回 | 11月02日       | 人の巻       | 金子成人       | 安達もじり |
| 第5回 | 11月09日       | 活の巻       | オカモト國ヒコ | 石塚嘉     |
| 第6回 | 11月16日       | 同の巻       | オカモト國ヒコ | 安達もじり |
| 第7回 | 11月23日       | 殺の巻       | 金子成人       | 石塚嘉     |
| 第8回 | 11月30日       | 天の巻       | 金子成人       | 石塚嘉     |

## 再放送
2016年3月、同年4月に時代劇専門チャンネルにて再放送された。